# Carinina mawsoni
Carinina mawsoni är en djurart som tillhör fylumet slemmaskar, och som beskrevs av Wheeler 1940. Carinina mawsoni ingår i släktet Carinina och familjen Tubulanidae. Inga underarter finns listade i Catalogue of Life.